# Piotr Wasiunyk
Piotr Wasiunyk (ur. 14 lutego 1911 w Porzeczu, zm. 2 stycznia 2004 w Jaśle) – polski specjalista od przeróbki plastycznej metali, profesor Akademii Górniczo-Hutniczej, wieloletni kierownik studium doktoranckiego na Wydziale Metalurgicznym AGH, autor wielu publikacji naukowych.

## Życiorys
Absolwent mechaniki na Politechnice Lwowskiej (1939). Potem prawie 5 lat konstruktor w Zakładach Kolejowych.
Od 1945 do 1956 główny technolog w Kuźni Ustroń. Jego nowatorskie rozwiązania zaowocowały nowatorską technologią kucia na kuźniarkach piast rowerowych i innych detali maszyn o zbliżonym kształcie oraz pierścieni łożysk tocznych.
Od 1953 wykładowca w AGH. Wykształcił prawie 20 doktorów, obecnie pracowników w różnych szkołach wyższych i placówkach naukowych w kraju i za granicą. W AGH uzyskał doktorat (1961), habilitacja (1964). Jako zastępca profesora, a następnie od 1965 na stanowisku docenta i od 1972 profesora tytularnego pracował w Katedrze Przeróbki Plastycznej, a następnie po reorganizacji Wydziału Metalurgicznego, w Zakładzie Plastycznej Przeróbki Metali. Był promotorem kilkuset prac inżynierskich i magisterskich, m.in. Karola Semika.
Jego praca habilitacyjna dotyczyła kucia w matrycach zamkniętych. Szereg prac doktorskich wykonanych pod Jego kierunkiem dotyczyło także tego problemu, w tym kucia w warunkach izotermicznych, kucia materiałów w stanie nadplastycznym oraz procesów tiksoforming.
W latach 70. i 80. XX wieku wydał kilka podręczników dla technicznych szkół, w tym z zakresu podstawowych procesów przeróbki plastycznej metali oraz pracowni technicznej dotyczącej tych procesów. Wydał wreszcie 2 podręczniki akademickie, wielokrotnie wznawiane:
- „Kucie matrycowe”,
- „Teoria kucia i prasowania”.

Doradca naukowy w kilku instytutach, m.in. w Instytucie Obróbki Plastycznej w Poznaniu. Konsultant w wielu kuźniach i hutach oraz innych zakładach przetwórczych, w których podstawowym procesem wytwarzania było kucie lub tłoczenie. Ceniony ekspert, wykonał kilkadziesiąt ekspertyz dla przemysłu przetwórczego, opracował wraz z zespołem współpracowników kilkadziesiąt wdrożonych prac naukowo-badawczych. Współpracował z ośrodkami naukowym w Ostrawie, Koszycach, Miszkolcu, Moskwie i Petersburgu.
Jako pracownik Akademii Górniczo-Hutniczej był również zaangażowany w prace organizacyjne. Był przez wiele lat kierownikiem studium doktoranckiego, studiów podyplomowych i opiekunem koła naukowego. Odznaczony Krzyżem Kawalerskim Orderu Odrodzenia Polski, Złotym Krzyżem Zasługi.
Jego pogrzeb odbył się na Nowym Cmentarzu w Jaśle 6 stycznia 2004.